# Iris à pétales aigus
Iris hookeri
Espèce
L'iris à pétales aigus (Iris hookeri) est une plante herbacée vivace à rhizome court de la famille des Iridaceae.
On le retrouve dans les provinces maritimes de l'est du Canada ainsi que dans l'estuaire du Saint-Laurent, dont il remonte la rive nord pour atteindre le Labrador. L'iris à pétales aigus est considéré par certains botanistes comme une variété de l'Iris setosa, une espèce retrouvée aussi dans l'est de l'Asie et dans l'ouest de l'Amérique du Nord et dont l'Iris setosa var. canadensis serait la variété nord-américaine poussant aux abords de l'Atlantique.
L'iris à pétales aigus se distingue de l'Iris versicolore, auquel il ressemble, par des sépales plus larges et moins fortement teintés de jaunes, des pétales plus petits, mais surtout par son habitat. L'Iris hookeri se rencontre dans les lieux secs, telles les anfractuosités des rochers, aux abords des rivages maritimes, alors que l'iris versicolore affectionne les lieux humides. Le fruit de l'iris à pétales aigus est une capsule verte, ovoïde et à trois loges, qui se forme généralement au cours de l'été.

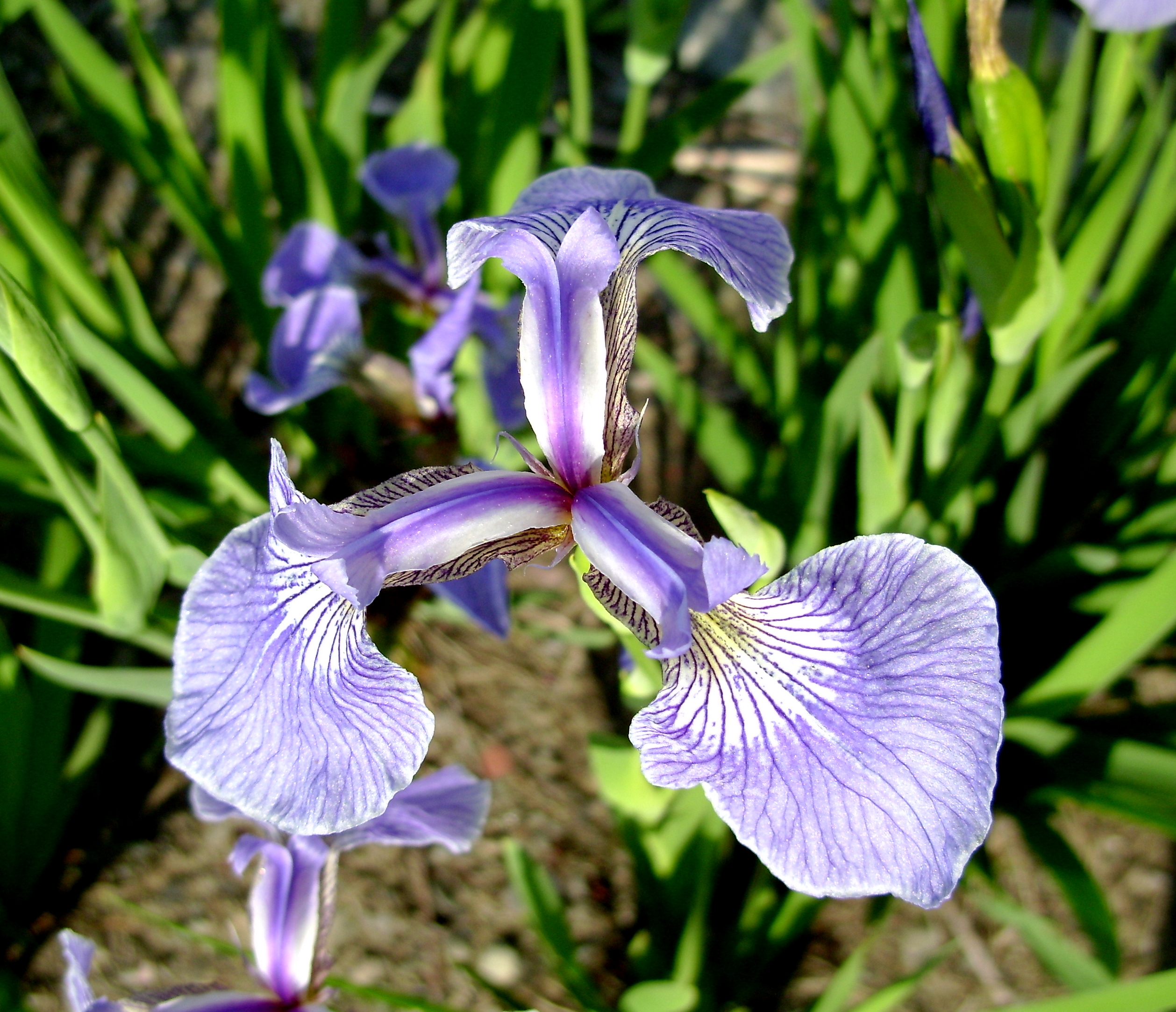
Fleur d'Iris hookeri.